# Serhij Holowatschow
Serhij Holowatschow, ukrainisch Сергій Головачов; wiss. Transliteration Serhij Holovačov, auch russisch Sergei Golowatschow (* 17. Juni 1957 in Arad, Rumänien) ist ein ukrainischer Schriftsteller russischer Sprache.

## Biographie
Serhij Holowatschow wurde in einer Familie von Armeeangehörigen im rumänischen Arad geboren. Die Kindheit verlebte er in Halle an der Saale. Hier lernte er deutsch und sog literarische Impulse für seine spätere Schriftstellerei auf. Nach Beendigung der Schule in Kiew studierte er am Fremdsprachen-Institut in Kiew Englisch und Deutsch, anschließend unterrichtete er beide Sprachen, wirkte als Bibliothekar in der staatlichen historischen Bibliothek auf dem Territorium der Kiewer Lawra, als Bühnentechniker in einem Kiewer Theater, als Filmkopist und als Schauspieler in kleinen Rollen. Spät begann er mit seiner schriftstellerischen Tätigkeit.

## Werk
Seinen ersten Roman „Love tour“ veröffentlichte Holowatschows 2005 im Internet unter dem Pseudonym Serhij Jundin. 2009 wurde unter einem Pseudonym ein kleines ins Ukrainische übersetztes Märchen von ihm publiziert. 
Das Hauptwerk Serhij Holowatschows ist von seinen deutschen Kindheitserinnerungen an Erzählungen vom Blocksberg im Harz angeregt. Hauptanlass aber war das Geschick des Kiewer Studenten Jewhen Artemenko, der – ein Fan von Hexenromanen der Kiewer Autorin Lada Lusina – in der (Walpurgis-)Nacht auf den 1. Mai 2009 in einem Wäldchen am Rande der ukrainischen Hauptstadt auf schreckliche Weise zerfetzt und umgebracht worden ist. Der Stoff wurde von Holowatschow zunächst dramatisch bearbeitet, nach weiteren Bearbeitungen und wohlwollenden Rezensionen erschien schließlich im März 2016 und dann im Mai 2017 auf Russisch in dem Kiewer Verlag „Kajala“ der Roman „Kahler Berg“ (Лысая гора). Das in der russischen Kunst beliebte Thema der Hexen am Kahlen Berg (vgl. etwa Mussorgsky oder Jerofejew) wird von Holowatschow mit Blick auf Subkulturen der Ukraine fortgeschrieben und genutzt, um in Form von Satire den Zeitgeist zu beschreiben und zu dekonstruieren.
Holowatschow gehört zu den – abgesehen von Andrij Kurkow – zumeist weniger bekannten russischsprachigen Autoren der Ukraine und spricht sehr gut deutsch.